# Cascades Tinkisso
Les cascades Tinkisso són unes cascades de riu Tinkisso, a prop de Dabola, al centre de Guinea. Les cascades tenen 70 m d'ample i 45 m d'altura. El flux d'aigua és més alt durant la temporada de pluges, quan el riu flueix aproximadament deu vegades més que a la temporada seca.